# Anemia pastinacaria
Anemia pastinacaria là một loài dương xỉ trong họ Anemiaceae. Loài này được Moritz ex Prantl mô tả khoa học đầu tiên năm 1881.